# Erythrina peruviana
Erythrina peruviana är en ärtväxtart som beskrevs av Krukoff. Erythrina peruviana ingår i släktet Erythrina och familjen ärtväxter. Inga underarter finns listade i Catalogue of Life.